# San Isidro, San Jorge Nuchita
San Isidro är en ort i Mexiko.   Den ligger i kommunen San Jorge Nuchita och delstaten Oaxaca, i den sydöstra delen av landet, 220 km sydost om huvudstaden Mexico City. San Isidro ligger 1 211 meter över havet och antalet invånare är 121.
Terrängen runt San Isidro är huvudsakligen kuperad. San Isidro ligger nere i en dal. Runt San Isidro är det ganska glesbefolkat, med 22 invånare per kvadratkilometer. Närmaste större samhälle är Santiago Tamazola, 12,9 km väster om San Isidro. I omgivningarna runt San Isidro växer huvudsakligen savannskog.